# تضمين نبضي مرمز تفاضلي
التضمين النبضي المرمز التفاضلي (بالإنجليزية: Differential pulse-code modulation)‏ اختصاراً DPCM، هو مرمز إشارة (بالإنجليزية: encoder)‏ يستخدم اساس فكرة التضمين النبضي المرمز (PCM) ولكنه يضيف بعض الوظائف بناءً على التنبؤ بعينات الإشارة. يمكن أن يكون الإدخال إشارة تمثيلية (بالإنجليزية: Analog signal )‏ أو إشارة رقمية (بالإنجليزية: Digital Signal)‏.
```
إذا كان الإدخال عبارة عن إشارة تمثيلية متواصلة 
(
بالإنجليزية
: 
continuous time analog signal
)‏
، فيجب أن يتم 
أخذ عينات منه
 
(
بالإنجليزية
: 
sampled 
)‏
 أولاً حتى تكون 
الإشارة المتقطعة
 
(
بالإنجليزية
: 
discrete-time signal
)‏
 هي المدخل إلى مشفر DPCM.
```

- الخيار 1: خذ قيم عينتين متتاليتين ؛ إذا كانت عينات تمثيلية (بالإنجليزية: Analog samples)‏، قم بتحديدها (بالإنجليزية: Quantization (signal processing))‏؛ احسب الفرق بين الأول والأخير ؛ الإخراج (بالإنجليزية: Output)‏ هو الفرق.
- الخيار 2: بدلاً من أخذ فرق بالنسبة لعينة إدخال سابقة، خذ الفرق نسبة إلى إخراج نموذج محلي لعملية فك الشفرة ؛ في هذا الخيار، يمكن قياس الفرق، مما يسمح بطريقة جيدة لإدراج خسارة متحكم فيها التشفير.

بتطبيق إحدى هاتين العمليتين، يتم التخلص من التكرار قصير المدى (الارتباط الإيجابي للقيم القريبة) (بالإنجليزية: positive correlation of nearby values)‏ للإشارة ؛ يمكن تحقيق نسب الانضغاط بترتيب من 2 إلى 4 إذا تم تشفير الفروق فيما بعد لأن إنتروبيا(بالإنجليزية: entropy)‏ إشارة الاختلاف أصغر بكثير من الإشارة المنفصلة الأصلية التي يتم التعامل معها كعينات مستقلة.
تم اختراع DPCM بواسطة C. Chapin Cutler في Bell Labs في عام 1950 ؛ تشمل براءته كلا الطريقتين.

## الخيار 1: الفرق بين عينتين كمتين متتاليتين(بالإنجليزية:The difference between two consecutive quantized samples)‏
يقوم المشفر بوظيفة التمايز(بالإنجليزية: Differentiation)‏ ؛ يسبق جهاز تحديد الكمية (بالإنجليزية: quantizer)‏ تباين (بالإنجليزية: precedes)‏ العينات الكمية المجاورة ؛ مفكك الشفرة (بالإنجليزية: decoder)‏ هو تراكم، والذي إذا تم تهيئته (بالإنجليزية: initialized)‏ بشكل صحيح سيسترد الإشارة بالضبط.

## الخيار 2: التحليل التجميعي(بالإنجليزية:Analysis by synthesis)‏
يسمح دمج مفكك التشفير داخل المشفر (بالإنجليزية: incorporation of the decoder inside the encoder)‏ بتكميم (بالإنجليزية: quantization)‏ الفروق، بما في ذلك التكميم غير الخطي، في المشفر (بالإنجليزية: encoder)‏، طالما يتم استخدام المكثف العكسي التقريبي بشكل مناسب في المستقبل. عندما يكون جهاز تحديد الكمية(المكثف) متجانسًا (بالإنجليزية: uniform)‏، يقوم مفكك التشفيرة بتجديد (بالإنجليزية: regenerates)‏ الاختلافات ضمنيًا، كما في الرسم البياني البسيط الذي أظهره كاتلر:

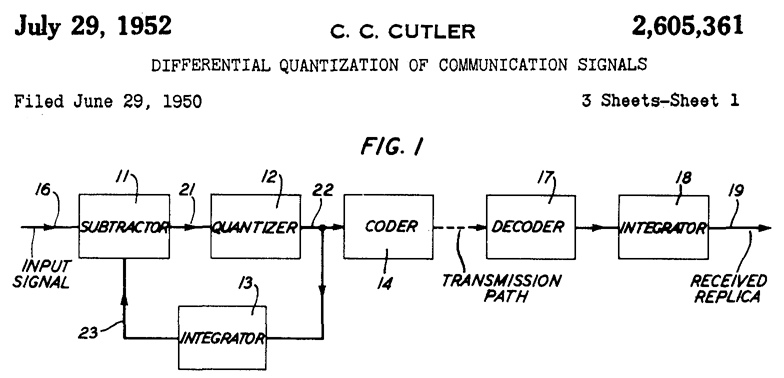